# دونغ فانغجو

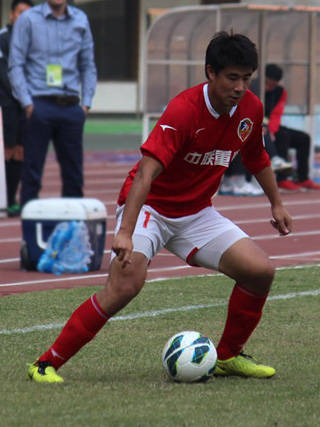

دونغ فانغزهو (بالصينية: 董芳卓)، من مواليد 23 يناير 1985 في داليان في الصين، لاعب كرة قدم صيني.
بدأ مسيرته الكروية مع نادي داليان سايديلونغ في عام 2002، ولعب معهم 14 مباراة وسجل 20 هدف، وفي عام 2003 انتقل إلى نادي داليان شيد، ولعب معهم 8 مباريات، وفي عام 2003 انتقل إلى نادي مانشستر يونايتد الإنجليزي، وهو يلعب معهم حتى الآن، وفي عام 2003 أعير إلى نادي رويال أنتويرب البلجيكي، ولعب معهم حتى عام 2003، وشارك معهم في 70 مباراة وسجل 34 هدف.
و قد بدأ باللعب مع منتخب الصين لكرة القدم في عام 2006.

## روابط خارجية
- دونغ فانغجو على موقع الاتحاد الدولي (مؤرشف)  (الإنجليزية)
- دونغ فانغجو على موقع قاعدة بيانات كرة القدم.إي يو (الإنجليزية)
- دونغ فانغجو على موقع ناشيونال فوتبول تيمز (الإنجليزية)
- دونغ فانغجو على موقع Soccerbase.com (لاعب) (الإنجليزية)
- دونغ فانغجو على موقع Soccerway.com (الإنجليزية)
- دونغ فانغجو على موقع عالم كرة القدم.نت (الإنجليزية)
- دونغ فانغجو على موقع أوليمبيديا (الإنجليزية)
- دونغ فانغجو على موقع اللجنة الأولمبية الصينية (الإنجليزية)